# Kuorejärvi (sjö i Finland, Kajanaland)
Kuorejärvi är en sjö i Finland. Den ligger i kommunen Puolango i landskapet Kajanaland, i den centrala delen av landet, 500 km norr om huvudstaden Helsingfors. Kuorejärvi ligger 206 meter över havet. Arean är 20 hektar och strandlinjen är 3,73 kilometer lång. Sjön  ingår i Kiminge älvs huvudavrinningsområde. 